# スナク内閣 (第2次改造)
スナク第2次改造内閣（スナクだいにじかいぞうないかく）は、イギリスの内閣。2023年11月13日にリシ・スナク首相が内閣改造を行い成立した。

## 閣僚
| 役職                                                            | 写真                      | 氏名                           | 任期                            |
| --------------------------------------------------------------- | ------------------------- | ------------------------------ | ------------------------------- |
| 内閣の閣僚                                                      |                           |                                |                                 |
| 首相 第一大蔵卿 国家公務員担当大臣 連合担当大臣                 |                           | リシ・スナク                   | 2022年10月25日 - （現職）       |
| 副首相                                                          |                           | オリヴァー・ダウデン           | 2023年4月21日 - （現職）        |
| 財務大臣 第二大蔵卿                                             |                           | ジェレミー・ハント             | 2022年10月25日 - （現職）       |
| 外務・英連邦・開発大臣                                          |                           | デーヴィッド・キャメロン       | 2023年11月13日 - （現職）       |
| 内務大臣                                                        |                           | ジェームズ・クレバリー         | 2023年11月13日 - （現職）       |
| 国防大臣                                                        |                           | グラント・シャップス           | 2023年8月31日 - （現職）        |
| 保健・社会福祉大臣                                              |                           | ヴィクトリア・アトキンス       | 2023年11月13日 - （現職）       |
| ランカスター公領大臣                                            |                           | オリヴァー・ダウデン           | 2022年10月25日 - （現職）       |
| 内閣府長官                                                      | 2023年2月9日 - （現職）   | オリヴァー・ダウデン           |                                 |
| 庶民院院内総務 枢密院議長                                       |                           | ペニー・モーダント             | 2022年9月6日 - （現職）         |
| 貴族院院内総務 王璽尚書                                         |                           | ニコラス・トゥルー男爵         | 2022年9月6日 - （現職）         |
| ビジネス・エネルギー・産業戦略担当大臣                          |                           | グラント・シャップス           | 2022年10月25日 - 2023年2月7日   |
| レベリングアップ・住宅・コミュニティ担当大臣 政府間関係担当大臣 |                           | マイケル・ゴーヴ               | 2022年10月25日 - （現職）       |
| 国際貿易大臣 商務庁長官                                         |                           | ケミ・ベーデノック             | 2022年9月6日 - （現職）         |
| 女性・平等担当大臣                                              | 2022年10月25日 - （現職） | ケミ・ベーデノック             |                                 |
| ビジネス・エネルギー担当大臣                                    | 2023年2月7日 - （現職）   | ケミ・ベーデノック             |                                 |
| 労働・年金担当大臣                                              |                           | メル・ストライド               | 2022年10月25日 - （現職）       |
| 教育担当大臣                                                    |                           | ジリアン・キーガン             | 2022年10月25日 - （現職）       |
| 環境・食糧・農村問題担当大臣                                    |                           | テレーズ・コフィー             | 2022年10月25日 - 2023年11月13日 |
| 環境・食糧・農村問題担当大臣                                    |                           | ステファン・バークレー         | 2023年11月13日 - （現職）       |
| 運輸担当大臣                                                    |                           | マーク・ハーパー               | 2022年10月25日 - （現職）       |
| デジタル・文化・メディア・スポーツ担当大臣                      |                           | ミシェル・ドネラン             | 2022年9月6日 - 2023年2月7日     |
| 文化・メディア・スポーツ担当大臣                                |                           | ルーシー・フレイザー           | 2023年2月7日 - （現職）         |
| 北アイルランド大臣                                              |                           | クリス・ヒートン＝ハリス       | 2022年9月6日 - （現職）         |
| スコットランド大臣                                              |                           | アリスター・ジャック           | 2019年7月24日 - （現職）        |
| ウェールズ大臣                                                  |                           | デイヴィッド・T・C・デイヴィス | 2022年10月25日 - （現職）       |
| 無任所大臣                                                      |                           | ナディム・ザハウィ             | 2022年10月25日 - 2023年1月29日  |
| 無任所大臣                                                      |                           | グレッグ・ハンズ               | 2023年1月29日 - 2023年11月13日  |
| 無任所大臣                                                      |                           | リチャード・ホールデン         | 2023年11月13日 - （現職）       |
| 閣議に出席する閣外の役職                                        |                           |                                |                                 |
| 財務大臣政務官 庶民院首席補佐官                                 |                           | サイモン・ハート               | 2022年10月25日 - （現職）       |
| 財務長官                                                        |                           | ジョン・グレン                 | 2022年10月25日 - （現職）       |
| 法務長官(イングランド及びウェールズ) 法務長官(北アイルランド)   |                           | ヴィクトリア・プレンティス     | 2022年10月25日 - （現職）       |
| 内閣府大臣 主計長官                                             |                           | ジェレミー・クイン             | 2022年10月25日 - （現職）       |
| 退役軍人担当大臣                                                |                           | ジョニー・マーカー             | 2022年10月25日 - （現職）       |
| 開発・アフリカ担当大臣                                          |                           | アンドリュー・ミッチェル       | 2022年10月25日 - （現職）       |
| 安全保障担当大臣                                                |                           | トム・トゥーゲットハント       | 2022年9月6日 - （現職）         |
| 入国管理大臣                                                    |                           | ロバート・ジェンリック         | 2022年10月25日 - （現職）       |
| 無任所国務大臣                                                  |                           | ギャヴィン・ウィリアムソン     | 2022年10月25日 - 2022年11月8日  |